# Friedrich Julius Schilsky
Friedrich Julius Schilsky est un entomologiste allemand, né en 1848 et mort en 1912.

## Biographie
Cet enseignant est le secrétaire de la Société d’entomologie de Berlin. Son œuvre principale est un catalogue des coléoptères d’Allemagne : Systematisches Verzeichnis der Käfer Deutschlands, mit besonderer Berücksichtigung ihrer geographischen Verbreitung. Zugleich ein Käfer-Verzeichnis der Mark Brandenburg (Berlin, 1888). En 1894, il prend la succession de la publication de Die Käfer Europas initiée par Heinrich Carl Küster (1807-1876), poursuivie brièvement par Ernst Gustav Kraatz (1831-1909) et Ernst August Hellmuth von Kiesenwetter (1820-1880). Schilsky publie les dix-sept derniers volumes, le dernier paraissant en 1911. Ses collections sont aujourd’hui conservées au musée d'histoire naturelle de Berlin.